# Bahnhof Tilburg
Der Bahnhof Tilburg ist der größte Bahnhof der niederländischen Stadt Tilburg sowie mit 31.144 Fahrgästen am Tag nach den Bahnhöfen Eindhoven Centraal und ’s-Hertogenbosch der am drittstärksten frequentierte Bahnhof der Provinz Noord-Brabant. Er ist zentraler Knotenpunkt im städtischen ÖPNV. Am Bahnhof verkehren nationale Regional- und Fernverkehrszüge.

## Geschichte
Der erste Bahnhof wurde am 5. Oktober 1863 mit dem Abschnitt zwischen Breda und Tilburg eröffnet. Der Teil nach Eindhoven wurde 1866, der Abschnitt nach Nijmegen 1881 eröffnet.
Sein heutiges Erscheinungsbild erhielt der Bahnhof 1965. Das Empfangsgebäude wurde ab 1957 nach einem Entwurf von Koen van der Gaast gebaut und fällt besonders durch sein Dach auf. Dieses besteht aus mehreren hyperbolischen Paraboloidschalen aus Stahlträgern (Gitterschale). Aufgrund dieser Bauweise wird es im Volksmund Krabbenchipsdach (kroepoekdak) genannt.
Seit 2016 ist der Bahnhof als Rijksmonument geschützt.

## Streckenverbindungen
Am Bahnhof Tilburg verkehren im Jahresfahrplan 2022 folgende Linien:
| Zugtyp    | Linienverlauf                                                                                              | Frequenz |
| --------- | --- | --- |
| Intercity | Den Haag Centraal – Den Haag HS – Delft – Rotterdam Centraal – Breda – Tilburg – Eindhoven Centraal        | halbstündlich |
| Intercity | Dordrecht – Breda – Tilburg – Eindhoven Centraal                                                           | 4× täglich |
| Intercity | Roosendaal – Breda – Tilburg – ’s-Hertogenbosch – Nijmegen – Arnhem Centraal – Zutphen – Deventer – Zwolle | halbstündlich |
| Intercity | Rotterdam Centraal – Tilburg – Eindhoven Centraal                                                          | stündlich (Nachtnet)                                                                                             |
| Sprinter  | Tilburg Universiteit – Tilburg – Boxtel – Eindhoven Centraal – Weert                                       | halbstündlich (abends und sonntags stündlich zwischen Eindhoven Centraal und Weert)                              |
| Sprinter  | Dordrecht – Breda – Tilburg – ’s-Hertogenbosch – Nijmegen (– Arnhem Centraal)                              | halbstündlich (fährt abends nicht nach Arnhem; sonntags stündlich zwischen ’s-Hertogenbosch und Arnhem Centraal) |

## Fotos

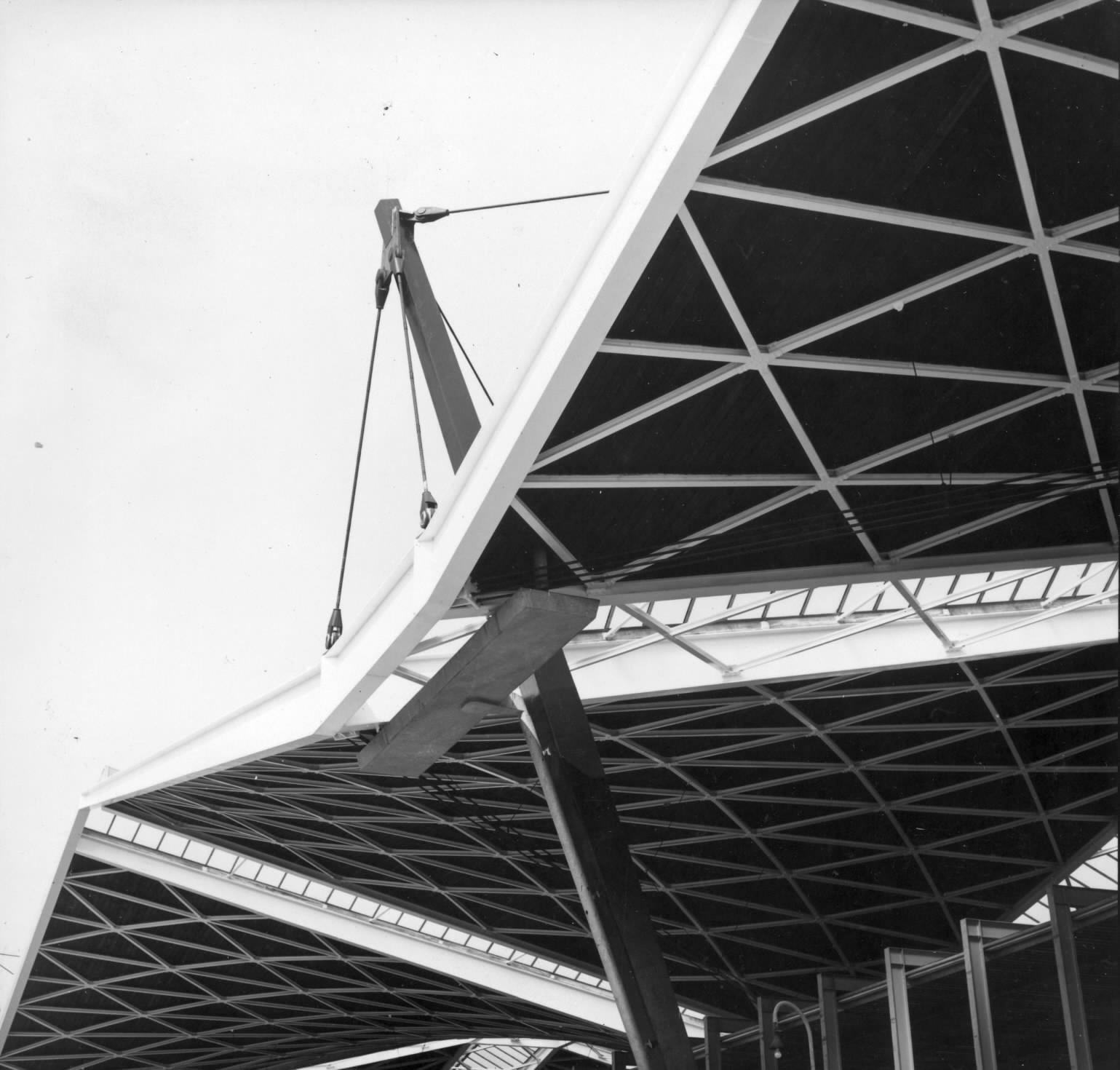
Detail des Dachs
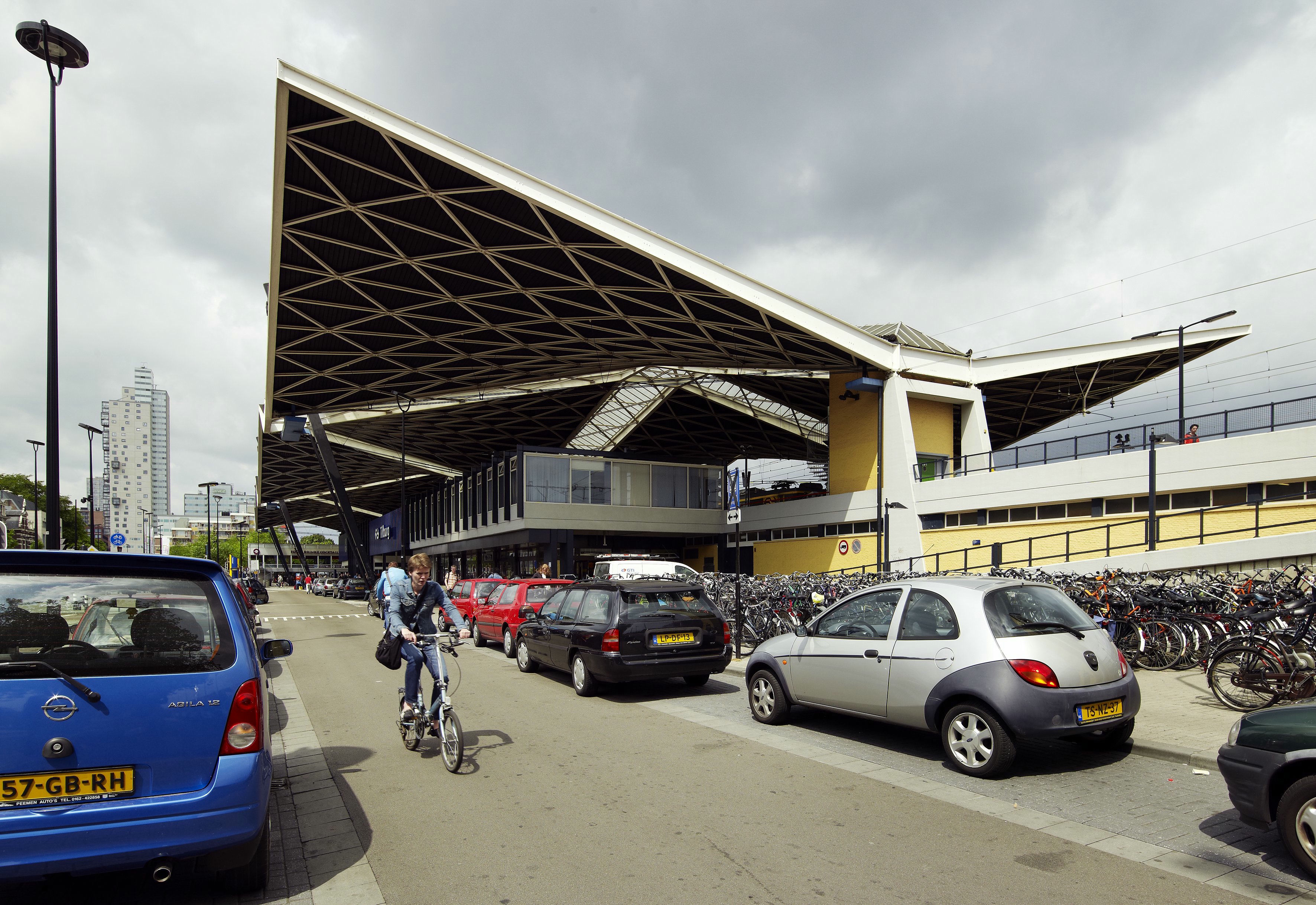
Seitenansicht, 2009
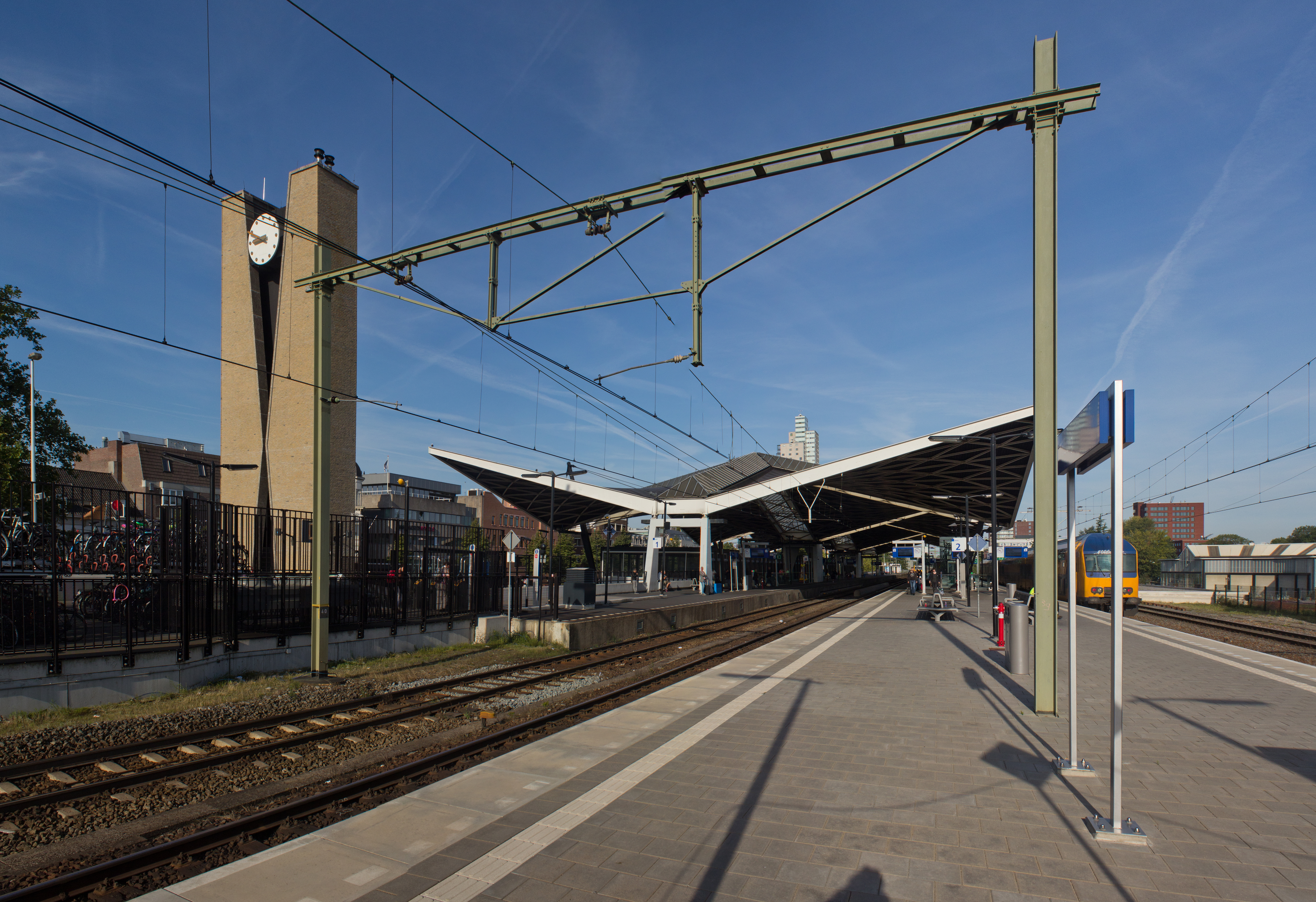
Bahnsteige und Uhrenturm, 2017
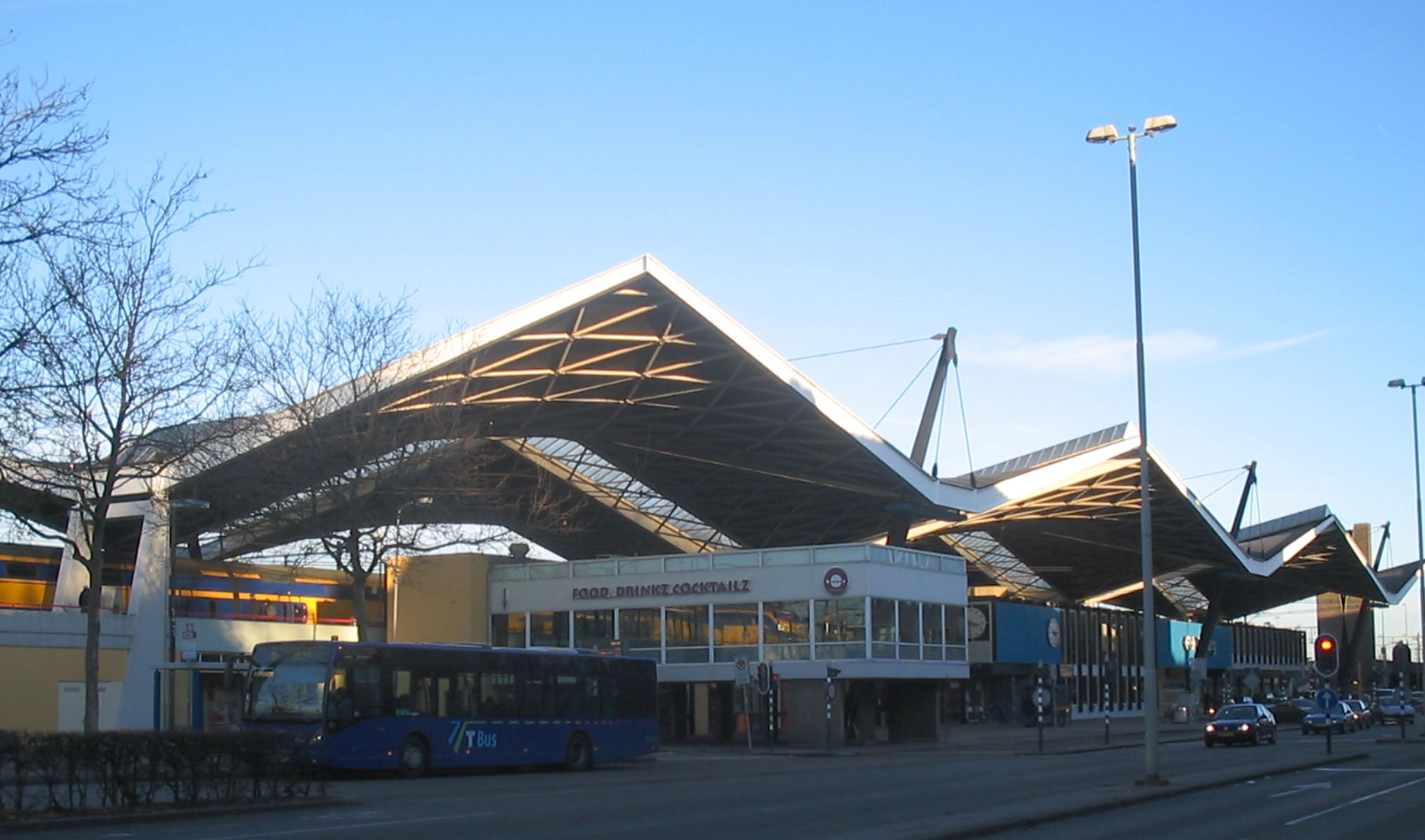
Südliche Front, 2005